# Kia EV5
Kia EV5 — компактный кроссовер, выпускаемый Kia с 2023 года. Это третья модель в линейке электромобилей производителя после EV6 и EV9. Также это первый электромобиль, который Kia экспортирует с Китая, поскольку он производится совместным предприятием Yueda Kia.

## Обзор
Концепт-кар, представляющий серийную версию, был представлен в Китае 20 марта 2023 года на мероприятии бренда EV Day.  В интерьере концепта используются экологически чистые материалы,  в том числе материалы растительного происхождения, такие как экстракт морских водорослей и переработанные пластиковые бутылки, используемые в обивке сидений, обшивке потолка, а также обшивке дверей и приборной панели.
Серийная версия EV5 была представлена в августе 2023 года на автосалоне в Чэнду. Модель была разработана с использованием языка дизайна Kia «Opposites United»  , а также новой версии торговой марки бренда «Digital Tiger Face», включающей новую световую подпись.
EV5 питается от литий-железо-фосфатной батареи (LFP) производства FinDreams и электродвигателя мощностью 160 кВт (215 л.с., 218 л.с.) с максимальным крутящим моментом 310 Нм (31,6 кгм; 229 фунт-фут).  Для экспортных рынков EV5 будет оснащен никель-марганцево-кобальтовой (NMC) батареей емкостью до 82 кВтч.

## Рынки

### Таиланд
EV5 поступил в продажу в Таиланде 26 марта 2024 года. Эта страна стала первым пунктом назначения экспорта EV5 из Китая. В Таиланде предлагаются две трансмиссии, в том числе переднеприводная версия мощностью 160 кВт (215 л.с., 218 л.с.) (для комплектаций Light, Air и Earth Long Range) и топовая комплектация Earth Exclusive с двухмоторным полным приводом. привод мощностью 230 кВт (308 л.с.).

## Силовой агрегат
| Тип                  | Батарея       | Привод   | Электрический двигатель | Электрический двигатель | Мощность | Крутящий момент                              | 0–100 км/ч (0–62 миль в час) | Максимальная скорость | Диапазон          | Диапазон          | Календарные годы       | Примечание         |
| Тип                  | Батарея       | Привод   | Электрический двигатель | Электрический двигатель | Мощность | Крутящий момент                              | 0–100 км/ч (0–62 миль в час) | Максимальная скорость | CLTC              | NEDC              | Календарные годы       | Примечание         |
| -------------------- | ------------- | -------- | ----------------------- | ----------------------- | -------- | -------------------------------------------- | ---------------------------- | --------------------- | ----------------- | ----------------- | ---------------------- | ------------------ |
| Стандартный диапазон | 64,2 кВтч LFP | передний | Передний                | ПМСМ                    | 215 л.с  | 310 Нм (31,6 кгм; 229 фунт-футов)            | 8,5 секунд                   | 185 км/ч (115 миль/ч) | 530 км (329 миль) | 490 км (304 миль) | 2023 – настоящее время |                    |
| Дальняя дистанция    | 88,1 кВтч LFP | передний | Передний                | ПМСМ                    | 215 л.с  | 310 Нм (31,6 кгм; 229 фунт-футов)            | 8,9 секунды                  | 185 км/ч (115 миль/ч) | 720 км (447 миль) | 665 км (413 миль) | 2023 – настоящее время |                    |
| полный привод        | 88,1 кВтч LFP | полный   | Передний                | ПМСМ                    | 215 л.с  | 310 ньютон-метров (31,6 кгм; 229 фунт-футов) | 6,1 секунды                  | 185 км/ч (115 миль/ч) | Н/Д               | 620 км (385 миль) | 2024 – настоящее время | Недоступно в Китае |
| полный привод        | 88,1 кВтч LFP | полный   | Задний                  | ПМСМ                    | 94 л.с   | 170 Нм (17,3 кгм; 125 фунт-футов)            | 6,1 секунды                  | 185 км/ч (115 миль/ч) | Н/Д               | 620 км (385 миль) | 2024 – настоящее время | Недоступно в Китае |
| полный привод        | 88,1 кВтч LFP | полный   | Комбинированный:        | Комбинированный:        | 308 л.с  | 480 Нм (48,9 кгм; 354 фунт-фут)              | 6,1 секунды                  | 185 км/ч (115 миль/ч) | Н/Д               | 620 км (385 миль) | 2024 – настоящее время | Недоступно в Китае |
| Ссылки:              |               |          |                         |                         |          |                                              |                              |                       |                   |                   |                        |                    |